# Franz Wilhelm Junghuhn
Friedrich Franz Wilhelm Junghuhn fue un botánico, briólogo, pteridólogo, y micólogo neerlandés (26 de octubre de 1809, Mansfeld - 24 de abril de 1864, Lembang).

## Biografía
Su padre, Friedrich Junghuhn fue un barbero y cirujano; y su madre Christine Marie Schiele.
Realiza sus estudios en Halle y en Berlín, de 1827 a 1831, entretanto en 1830 publica un artículo fundamental sobre setas en Limnaea. Ein Journal für Botanik.
Como estudiante, Junghuhn tuvo brotes de depresión, e intentos de suicidio. Se involucró en un 'duelo de honor', y en ese encuentro armado es herido aunque fue su oponente quien murió por sus heridas. Escapa y se enrola como oficial cirujano en el Ejército prusiano; pero es descubierto y sentenciado a diez años de prisión. Alegará demencia, y a su vez es ayudado a escapar en el otoño de 1833. y luego como médico de la Legión extranjera francesa (Ejército francés) en Argelia. Pero deberá renunciar teniendo en cuenta su salud endeble. Vuelve a París, donde ubica al afamado botánico holandés Christian Hendrik Persoon, quien lo recomienda "enlistarse en el Ejército colonial, y ubicarse en las Indias Orientales Holandesas como médico". Junghuhn acepta eso, dejando Europa por el puerto de Hellevoetsluis a principios del estío de 1835, arribando a Yakarta el 13 de octubre de 1835.

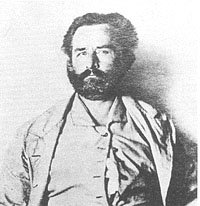
Franz Wilhelm Junghuhn hacia 1860.

Se instala en la isla de Java permaneciendo allí el resto de su vida con la excepción de una estada en Holanda de 1849 a 1855 por su mala salud, donde se casará con Johanna Louisa Frederika Koch el 23 de enero de 1850, y tienen un varón.
Publica:
- Topographische und naturwissenschaftliche Reisen durch Java, 1845
- Java, seine Gestalt, Pflanzendecke, und sein innerer Bau. Cuatro vols. 1850-1854
- Die Bättalander auf Sumatra. 1847

Estudia la geología, geografía y la botánica de Java.

## Honores

### Eponimia
Especies
- Cyathea junghuhniana Copel. 1909
- Nepenthes junghuhnii Macfarl. ex Ridl. 1917
- La abreviatura «Jungh.» se emplea para indicar a Franz Wilhelm Junghuhn como autoridad en la descripción y clasificación científica de los vegetales.[2]